# فلهلم فون بوده
ڤِلهلم فون بوده (بالألمانية: Wilhelm von Bode)‏ (10 دِيسِمبر / كانون الأول 1845 - 1 مارس / آذار عام 1929) مُؤَرّخ أَلمانِيّ. يُعتبرَ مِن الشَّخصِيَّات الهامّة فِي تاريخ الثَّقافة الألمانية فِي أواخِر القَرن التَّاسِع عشر وأوائل القَرن العشريّن. درس القانون فِي جَامِعتي غوتنغن وبرلين. ولشغفٌه بالفنّ، درس تاريخ الفنّ وعِلم الآثار فِي برلِين وڤيِينا، وحصل على الدُكتُوراه من جامعة لايبزيغ عام 1870. اِنْضَمَّ إلى متاحِف برلِين الملكيّة عام 1872، كأمين مساعد، ومن ثُمَّ 
أَوكَّلت لهُ إداره المُتحِف عام 1883. وفِي عام 1887 أَسَّس جمعيّة تاريخ الفنّ فِي برلِين. وتمَّ تعيِينُهُ فِي الأعوام اللَّحقُه مُدِيرٍ عَامٌّ للمتاحف الملكيّة الپُرُوسِيَّة، وهو المنصِب الَّذي شغلهُ حتَّى قبل وفاتهِ بِسنواتِ. يُنسب لهُ أثراء الحركة الثَّقافة والفنِّيَّة، كما يُعتبر مِن أهم خبراء الفن الأورُوبِيّيّن.

## صور

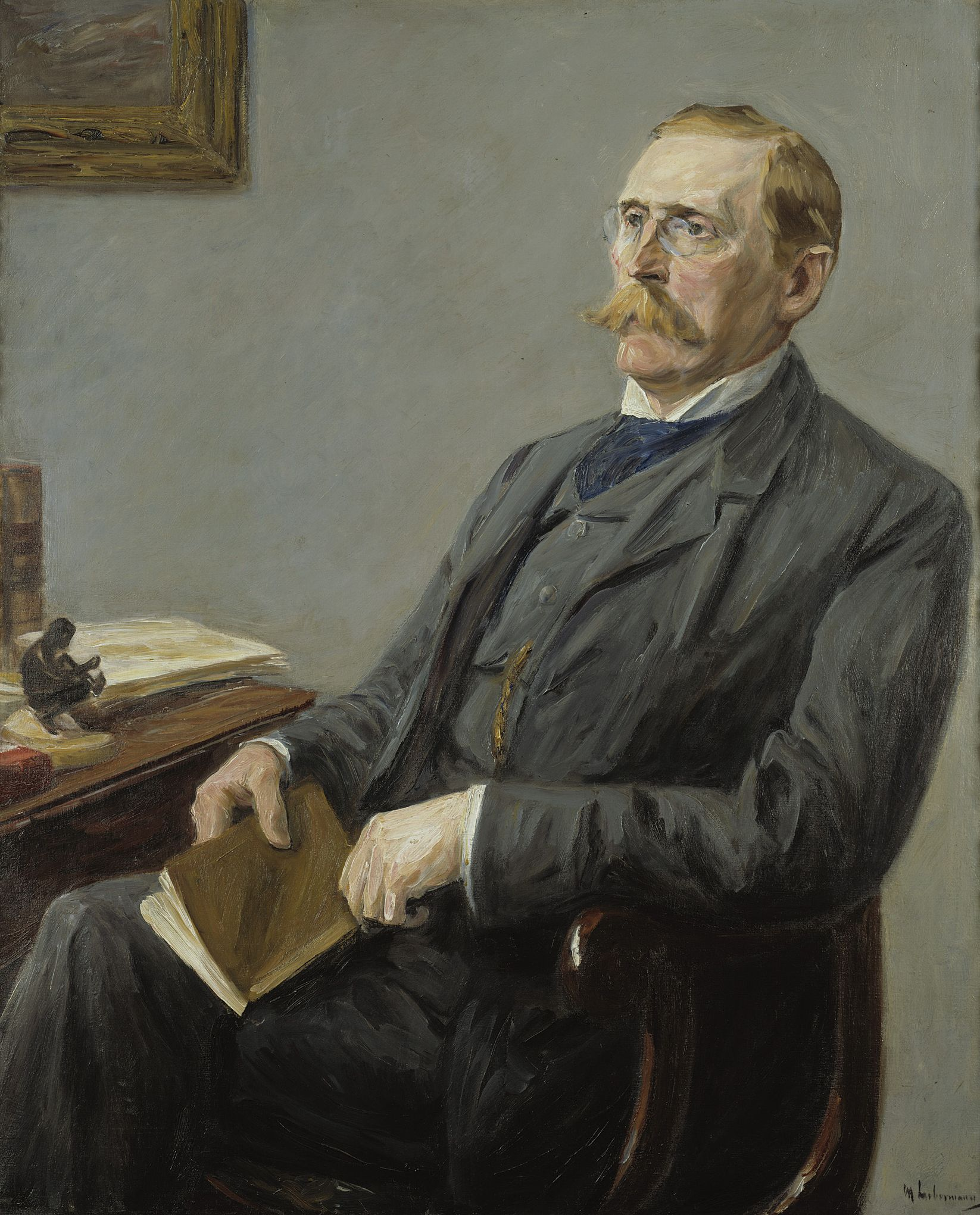
صورة شخصيّة مرسُومة (بورتريه) للدكتور فيلهلم بوده عام 1904 بِريشة الفنان ماكس ليبرمان
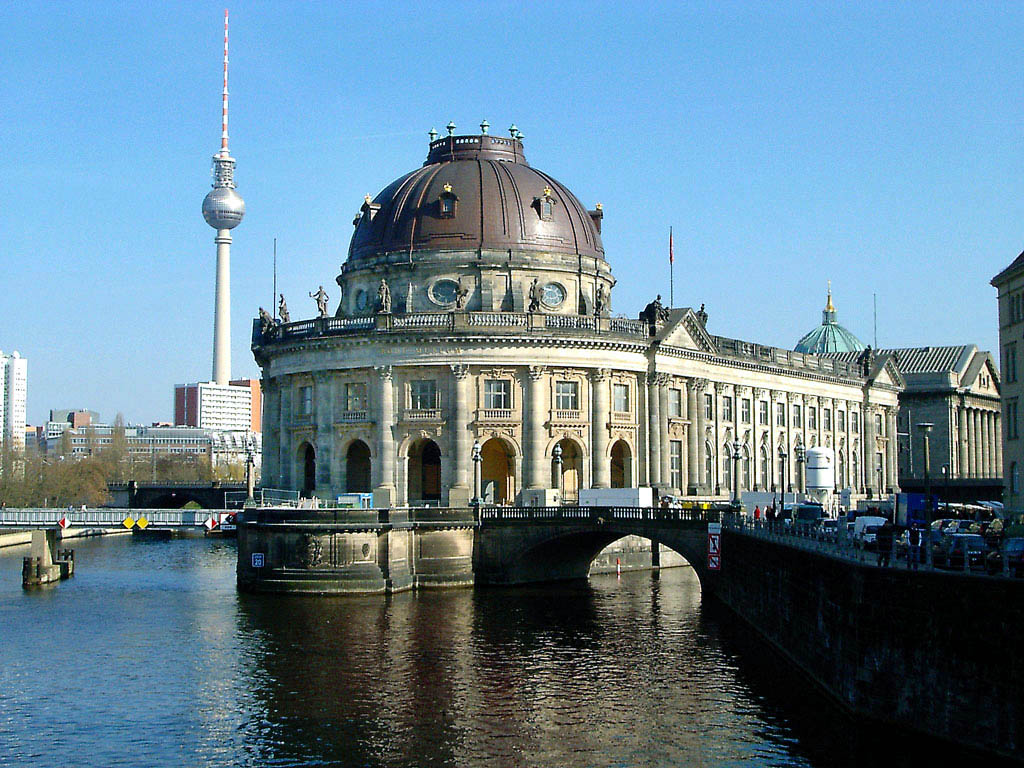
صورة لمتحف بوده من جهة الغرب ألتقطت بواسطة المصور كريستيان ثييل

## روابط خارجية
- فلهلم فون بوده على موقع الموسوعة البريطانية (الإنجليزية)